# Бровар (хутір)
Бровар (Бровари, рос. Бровары) — колишня слобода у Левківській волості Житомирського повіту Волинської губернії та хутір у Псищенській сільській раді Левківського, Троянівського, Житомирського районів і Житомирської міської ради Волинської округи, Київської та Житомирської областей.

## Населення
У 1906 році в поселенні налічувалося 73 жителі, дворів — 7.

## Історія
У 1906 році — слобода Левківської волості (6-го стану) Житомирського повіту Волинської губернії. Відстань до губернського та повітового центру, м. Житомир, становила 4 версти, до волосного центру, містечка Левків — 16 верст. Найближче поштово-телеграфне відділення розташовувалося в Житомирі.
У 1923 році підпорядкована Псищенській сільській раді, що, 7 березня 1923 року, включена до складу новоутвореного Левківського району Житомирської (згодом — Волинська) округи. З 1924 року — хутір. 28 вересня 1925 року, в складі сільської ради, увійшов до Троянівського району Волинської округи. До 1929 року фактично існував як окремий населений пункт, але в списках відсутній. 15 вересня 1930 року, разом із сільською радою, переданий до складу Житомирської міської ради, 14 травня 1939 року — до складу новоствореного Житомирського району Житомирської області.
Знятий з обліку населених пунктів до 1 жовтня 1941 року.